# Příluka

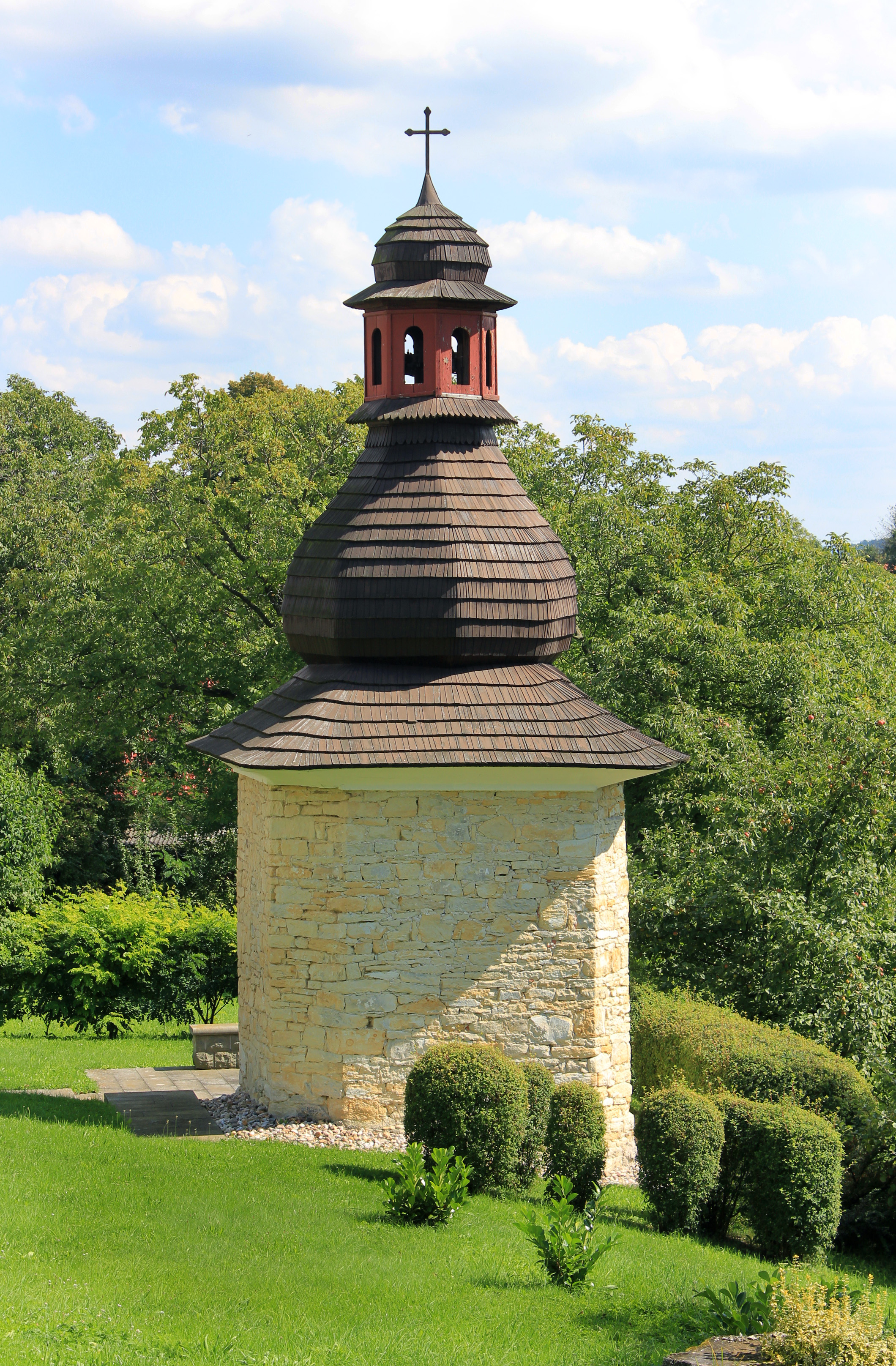
Kapelle der Jungfrau Maria vom Karmel

Příluka (deutsch Pschiluk) ist eine Gemeinde in Tschechien. Sie liegt neun Kilometer südlich von Vysoké Mýto und gehört zum Okres Svitavy.

## Geographie
Příluka befindet sich zwischen den Hügeln Teplý kopec und Zmrzlý kopec in der Novohradská stupňovina (Neuschlosser Stufenland). Nachbarorte sind Vysoká und Javorník im Norden, Posekanec, Suchá Lhota, Mošnovy und Újezdec im Nordosten, U Tří Kocourů im Osten, Makov und Chotovice im Südosten, Nové Hrady und Rybníček im Südwesten, Podhořany u Nových Hradů im Westen sowie Pustinky im Nordwesten.

## Geschichte
Die erste urkundliche Erwähnung von Prziluca erfolgte im Jahre 1391. Eine ältere Nachricht von 1292 konnte inzwischen einem anderen Ort zugeordnet werden.
Im Jahre 1454 gehörte das Dorf dem örtlichen Landedelmann Janko von Přeluky. Südwestlich des Dorfes ließ der Hauptmann des Chrudimer Kreises, Zdeniek Kostka von Postupice, zwischen 1450 und 1465 auf dem Hügel über Božij Duom eine neue Burg erbauen, die er Nový hrad nannte. Als König Ferdinand I. diese Burg 1559 an Jan Žatecky von Weikersdorf überschrieb, gehörte Przyluka bereits zu deren Zubehör. Nachfolgende Besitzer waren ab 1580 die Popel von Lobkowitz. Zu Beginn des 17. Jahrhunderts gehörte die Herrschaft Nový hrad der Anna Popel von Lobkowitz, von der es 1604 ihr Ehemann Paul Sixtus von Trautson erbte. 1749 verkaufte Johann Joseph von Trautson die Herrschaft an Anna Barbara Harbuval-Chamaré geb. Freiin von Sannig († 1773). Ihr Sohn Johann Anton Joseph Harbuval-Chamaré ließ in den Jahren 1774 bis 1777 das Schloss Neuschloß erbauen. Przyluka war bis 1789 der Herrschaft Nové Hrady untertänig und wurde dann anteilig an die Stadt Leitomischl abgetreten.
Im Jahre 1835 bestand das im Chrudimer Kreis gelegene Dorf Přiluka aus 55 Häusern, in denen 316 Personen, darunter eine israelitische Familie, lebten. 35 der Häuser gehörten zur Herrschaft Neuschloß, die anderen 20 zur Stadt Leitomischl. Im Neuschlosser Anteil gab es einen Meierhof. Pfarrort war Neuschloß. Bis zur Mitte des 19. Jahrhunderts blieb Chotowitz zwischen der Herrschaft Neuschloß und der Stadt Leitomischl geteilt.
Nach der Aufhebung der Patrimonialherrschaften bildete Příluka einen Ortsteil der Gemeinde Chotovice im Gerichtsbezirk Leitomischl. Ab 1868 gehörte das Dorf zum politischen Bezirk Leitomischl. 1901 beschlossen die Gemeindevertreter mit Wirkung von 1903 die Trennung in die Gemeinden Chotovice, Suchá Lhota und Příluka. Im Jahre 1869 hatte Příluka 380 Einwohner, 1930 waren 320.
1961 kam das Dorf zum Okres Svitavy. Zwischen 1966 und 1970 war Suchá Lhota eingemeindet.

## Gemeindegliederung
Für die Gemeinde Příluka sind keine Ortsteile ausgewiesen. Zu Příluka gehören die Ortslagen Majestrát und Malé Podhořany.

## Sehenswürdigkeiten
- Kapelle der Jungfrau Maria von Karmel, erbaut um 1800
- Denkmal der Böhmischen Brüder im Růžový palouček bei U Tří Kocourů, errichtet 1906
- Schloss Nové Hrady
- Reste der Burg Nový hrad